# 維基百科校園版
維基百科校園版（英語：Wikipedia for Schools），前身是维基百科精选光碟（英語：Wikipedia CD Selection），是一張結合維基百科上最優質條目的數碼多功能影音光碟，於2006年4月首次推出，2013年推出更新版，並以隨身碟作為主要載具。

## 概述
至今，维基百科精选光碟進行了两个重大修改，分別是於2007年4月推出的2007年版本以及於2008年10月推出的2008至2009年版本。维基百科精选光碟亦是首個数码光碟版本的英語維基百科。维基百科精选光碟是由慈善机构SOS儿童村製作。
维基百科精选光碟總共容納2000万字和34,000張圖像，相当于一本普通百科全书的20倍內容。维基百科精选光碟容納超過5,500個會令学校或儿童特别感兴趣的條目，並且根據英国国家课程设置分類，例如艺术、公民教育、地理、數學等等。维基百科精选光碟的英語维基百科條目都是由SOS儿童之村的義工精挑細選，並且檢查了條目是否適合兒童觀看。这一附加步骤有助于避免教師在使用维基百科教學時，展示了一些不適合兒童觀看的內容或圖像予學生觀看這個問題。

## 分发
维基百科精选光碟的內容可於BitTorrent点对点网络下載，或於SOS儿童之村的办事处免費索取。SOS儿童之村的伙伴沙特尔沃思基金会以及鑿壁上網計劃已分別於南非和印度分发维基百科精选光碟。而這些光碟亦能於世界各地的庇护组织SOS儿童之村中取得。
雖然現在的维基百科精选光碟計劃正處於擱置狀態，其网上浏览版本能於https://web.archive.org/web/20120804093730/http://schools-wikipedia.org/上取得。該網站每日平均有7,000個不同的IP用戶到訪。2007年版本的维基百科精选光碟的內容亦有一個数据库版本，能夠供人們於電子書上閱讀。

## 由維基百科轉換成光碟時的轉變
因为这个計劃最初並非维基媒体的一個官方项目，因此因應法律上的問題，SOS兒童之村只好對维基百科精选光碟作出一些修改。

### 維基百科標誌
維基百科標誌因版權問題，並沒有於2006年版本的维基百科精选光碟內出現。於2007年和之後的版本的维基百科精选光碟獲得了維基百科授權而能夠將維基百科標誌放進维基百科精选光碟內。

### 内容变更
维基百科精选光碟的唯一一次内容变更為SOS儿童之村將總長130頁，關於SOS儿童之村的資料和維基百科條目加進维基百科精选光碟內。